# Artner Ottó
Artner Ottó (Kotor, 1932. március 15. – Dunaharaszti, 2005. november 28.) magyar szobrász.

## Életpályája
1955 és 1963 között a Magyar Iparművészeti Főiskola hallgatója volt díszítőszobrász szakon, ahol mesterei Borsos Miklós és Illés Gyula voltak. Alkotásai szobrok, domborművek, portrék, kisplasztikák, térszerkezetek, érmek. 1981 és 1992 között  általános iskolában rajzot tanított Szigethalmon.

## Köztéri művei
- Zománcozott fémdombormű (1965, Székesfehérvár, Stop bisztró - 1968, Balatonalmádi, Auróra Szálló)
- Réz dombormű (vörösréz, 1972, Budapest, Számítástechnikai Központ)
- Zománc dombormű (1973, Janus Pannonius Múzeum)
- Réz dombormű (vörösréz, 1980, Nyergesújfalu, Viszkózagyár)
- Leány (rézlemez körplasztika, 1980, Ráckeve)
- Kiscsikó (vörösréz lemez körplasztika, 1981, Ráckeve)
- Csikó (szobor, Levél, 1988)
- Kiscsikó (szobor, Ráckeve, 1981)
- [2][3]

## Egyéni kiállításai
- 1972 • Ráckeve
- 1975 • Szigetcsép
- 1977 • Metró Klub, Budapest.

## Forrás
- artportal.hu Archiválva 2022. október 7-i dátummal a Wayback Machine-ben